# Shecky Greene
Shecky Greene (né le 8 avril 1926 à Chicago (Illinois) et mort le 31 décembre 2023 à Las Vegas (Nevada)), de son vrai nom Fred Sheldon Greenfield, est un humoriste américain connu pour ses spectacles à Las Vegas où il était tête d'affiche dans les années 1950 et 1960,. Il apparaît également au cinéma, notamment dans Tony Rome est dangereux, La Folle Histoire du monde et Splash, et à la télévision dans des séries telles que Love, American Style et Combat !, puis plus tard dans Laverne and Shirley et Dingue de toi.

## Biographie

### Jeunesse et formation
Né de parents juifs, Carl et Bessie Greenfield, Shecky Greene grandit dans le nord de Chicago. Dans sa jeunesse, il aime se produire comme chanteur ainsi que dans un club de théâtre qu'il a formé alors qu'il est élève au lycée Sullivan,. Il imite son frère aîné qui aime parler avec des accents.
Pendant la Seconde Guerre mondiale, il sert dans la marine américaine pendant trois ans et est démobilisé en 1944,. Il est brièvement - mais plus d'une fois - inscrit au Wright Junior College (en),.

### Carrière
Prévoyant à l'origine de devenir professeur de gym, Shecky Greene se tourne finalement vers le stand-up après s'être produit dans des night-clubs dirigés par la mafia à Chicago, et dans divers lieux de l'Upper Midwest, avant de commencer sa carrière de comédien au Prevue Lounge de La Nouvelle-Orléans où il travaille pendant six ans. Ensuite, il se produit dans des salles d'exposition à Miami, Chicago et Reno/Lac Tahoe avant qu'un agent ne le persuade de déménager à Las Vegas et de faire la première partie de Dorothy Shay, surnommée la « Hillbilly de Park Avenue », au Last Frontier en 1954. Son apparition a duré 18 semaines, une première dans ce casino. Il commence à se produire au Tropicana en 1957, y restant cinq ans comme l'une de ses têtes d'affiche.
Shecky Greene se produit au Carnegie Hall à New York et apparaît dans l'émission The Ed Sullivan Show, qu'il dit détester parce qu'« ils vous pressaient de monter et descendre ». Il joue le rôle du soldat Braddock pendant un an dans la série Combat ! et apparaît dans The Joey Bishop Show (en), La croisière s'amuse, et dans le rôle de Lou Carnesco dans deux épisodes de L'Homme qui tombe à pic. Il apparaît en 1985 dans Members Only, un épisode de la quatrième saison de L'Agence tous risques. Il est grandement respecté par ses pairs, y compris Johnny Carson qui était un admirateur de longue date, et fait 40 apparitions dans The Tonight Show dans lequel il a également été l'invité. Il apparaît dans The Merv Griffin Show (en) où il est également l'invité. Il déclarera avoir donné à Arnold Schwarzenegger et Luciano Pavarotti leur première exposition à la télévision nationale. Il apparaît également dans Match Game (en) et Tattletales (en) (avec sa première épouse Nalani Kele) dans les années 1970.
Lorsque le MGM Grand Hotel ouvre ses portes en 1975 avec Dean Martin comme tête d'affiche, le deuxième acteur vedette est Shecky Greene dont le salaire grimpe à un moment donné à 150 000 $ par semaine et il plaisante en disant que 125 000 $ allaient à « mon bookmaker ».
Shecky Greene affirme que Jay Leno lui aurait dit un jour que sa blague préférée était celle que Greene avait faîte à propos de Frank Sinatra (avec qui Greene a une relation controversée) qui « lui aurait sauvé la vie ». En effet, offensé par une remarque de Shecky Greene, Sinatra avait envoyé cinq hommes pour l'agresser. Après un certain temps, il entendit Sinatra dire : « OK, il en a assez,, ».
À partir de 2003 et pendant six ans, Shecky Greene souffre d'attaque de panique et de trac qui le rendent incapable de se produire,,. Il fait finalement son retour son scène à Las Vegas en 2009,,,,,,,.
Shecky Greene a possédé plusieurs nightclubs au cours de sa vie dans différentes villes, dont La Nouvelle-Orléans.

### Vie privée
En dehors de la scène, la principale passion de Shecky Greene sont les courses de pur-sang (en). Un cheval nommé Shecky Greene (1970-1984) fut le champion américain de sprint de 1973 et le favori pendant près de sept courses lors du Kentucky Derby de 1973 jusqu'à ce que Secretariat remporte le trophée. Depuis 2016, Arlington Park (en) à Arlington Heights organise la course Shecky Greene Handicap.
Shecky Greene a été marié deux fois. Une première fois avec Nalani Kele de 1972 à 1982 qui avait un spectacle à grand succès appelé Nalani Kele Polynesian Revue, des années 1960 au début des années 1970. Depuis 1985, il est marié à Marie Musso, fille de Vido Musso, un musicien de Las Vegas qui jouait du saxophone avec Benny Goodman. Il réside à Beverly Hills (Palm Springs) et Las Vegas.
La carrière de Shecky Greene a connu des obstacles dus à la dépression et à des troubles bipolaires, au trac, aux jeux d'argent, à des attaques de panique, et à la consommation de drogues et d'alcool,.
Shecky Greene a créé le St. Jude's Ranch, un refuge pour enfants indigents et négligés à Boulder City.

## Récompenses
- Las Vegas Entertainment Award — Best Lounge Entertainer[9]
- Jimmy Durante Award — Best Comedian[9]
- Las Vegas Academy of Variety and Cabaret Artists — Male Comedy Star[9]

## Filmographie partielle
| Année | Titre                                     | Rôle                     |
| ----- | ----------------------------------------- | ------------------------ |
| 1967  | Tony Rome est dangereux                   | Catleg                   |
| 1971  | Love Machine                              | Christie Lane            |
| 1976  | Won Ton Ton, le chien qui sauva Hollywood | Un touriste              |
| 1981  | La Folle Histoire du monde                | Marcus Vindictus         |
| 1984  | Splash                                    | Mr Buyrite               |
| 1984  | Lovelines (en)                            | Le maître des cérémonies |
| 2000  | The Last Producer (en)                    | Un joueur de poker       |
| 2013  | When Jews Were Funny (en)                 | Lui-même                 |